# Катастрофа Ту-104 в аэропорту Домодедово
Катастрофа Ту-104 в аэропорту Домодедово — авиационная катастрофа, произошедшая ночью 7 декабря 1973 года. Авиалайнер Ту-104Б авиакомпании «Аэрофлот» выполнял плановый внутренний рейс SU-964 по маршруту Кутаиси — Минеральные Воды — Москва, но при заходе на посадку в аэропорту Домодедово самолёт накренился и рухнул на землю на территории аэропорта. Погибли 16 человек на борту самолёта из 75 (68 пассажиров и 7 членов экипажа), ещё 43 получили ранения. Среди погибших — герой Советского Союза Ефим Удальцов.

## Самолёт
Ту-104Б с бортовым номером 42503 (заводской — 021901, серийный — 19-01) был выпущен Казанским авиазаводом 24 ноября 1960 года, а 19 декабря передан Главному управлению гражданского воздушного флота, которое направило его в Тбилисский авиаотряд Грузинского территориального управления ГВФ. Изначально авиалайнер имел салон на 100 мест, но позже был переделан в 115-местный. Общая наработка 13-летнего авиалайнера составляла 18 300 лётных часов и 10 983 цикла «взлёт—посадка».

## Экипаж
Лётный экипаж (в кабине) был из 112-го (Тбилисского) лётного отряда и состоял из четырёх человек:
- Командир воздушного судна — Удальцов Ефим Григорьевич — Герой Советского Союза, кавалер ордена Ленина, трёх орденов Красного знамени, ордена «Знак Почёта» и ордена Отечественной войны I степени.
- Второй пилот — Капанадзе Захарий Давыдович
- Штурман — Лобанов Евгений Михайлович
- Бортмеханик — Солодовников Евгений Михайлович

В салоне работали три бортпроводника:
- Месхидзе Лидия Степановна
- Таурелия
- Гацарелия Нукзари С.

## Катастрофа
В тот день борт 42503 должен был выполнить два рейса по маршруту Москва — Кутаиси — Москва. В 12:25 самолёт вылетел из Москвы и в 14:35 благополучно приземлился в Кутаисском аэропорту.
Далее экипажу предстояло на этом же самолёте совершить обратный рейс — № 964 (Кутаиси—Москва). В 15:41 Ту-104 вылетел из Кутаиси. Но в процессе полёта в 17:18 с экипажем связался диспетчер Западного сектора РДС Воронеж и сообщил, что погода в Московской воздушной зоне ниже минимума, в связи с чем экипажу необходимо выбрать запасный аэродром. Экипаж выбрал Минеральные Воды, где осуществил посадку в 18:37. Там на борт сели ещё несколько пассажиров с билетами до Москвы. После улучшения погоды в Московской зоне экипаж получил разрешение на взлёт. В 20:43 рейс 964 вылетел из Минеральных Вод и после набора высоты занял эшелон 8400 метров. Всего на борту авиалайнера находились 68 пассажиров: 66 взрослых, 1 ребёнок и сопровождающий милиционер (не был включён в состав экипажа).
Небо над Домодедово в это время было затянуто облаками с нижней границей 180 метров, стояла дымка, а видимость достигала 3 километров. В 22:02 Ту-104, пройдя траверз Ефремова, вошёл в Московскую воздушную зону, после чего экипаж по указанию диспетчера начал снижаться до высоты 3600 метров по направлению на Венёв. Далее экипаж связался с диспетчером круга и по его разрешению в 22:23:23 занял высоту круга 400 метров, а через минуту (22:24:27) начал выполнять третий разворот, находясь при этом в 16 километрах от аэропорта. Выполнив третий разворот и приближаясь к точке четвёртого, экипаж в 22:26:16 запросил разрешение у диспетчера выполнить четвёртый разворот, на что получил ответ: «Рановато, одну минутку». Но через 32 секунды диспетчер сам дал указание экипажу выполнить четвёртый разворот, что тот и выполнил, оказавшись после выхода из разворота в 1000—1500 левее линии пути. В 22:27:37 диспетчер передал: «удаление 7, находитесь левее, так с этим курсом и идите», поэтому экипаж постарался исправить боковое уклонение, а в 22:27:45 доложил о входе в глиссаду и что готов к посадке, находясь при этом в 6 километрах от торца ВПП-1 с магнитным курсом посадки 137° (правая).
При дальнейшем полёте до ДПРМ самолёт начало уводить вправо, и ДПРМ была пройдена правее на 100 метров. Тогда экипаж постарался исправить положение, но БПРМ был пройден уже левее на 60 метров. После этого экипаж начал возвращать авиалайнер на линию пути, начав выполнять с креном 10—15° правый доворот, что привело к тому, что при проходе линии оси между БПРМ и ВПП появилось значительное угловое отклонение вправо на 10—15°. Тогда пилоты совершили фатальную ошибку — они начали выполнять крутой левый разворот, в ходе которого крен достиг 30—45°. С малой вертикальной скоростью, в 135 метрах от торца ВПП и в 25 метрах правее её оси левая плоскость крыла зацепила землю. из-за чего частично разрушилась, включая левый элерон. Продолжая снижаться, Ту-104 столкнулся с землёй передней стойкой шасси, которую вырвало из ниши. Далее самолёт достиг ВПП, ударился о её покрытие передней стойкой шасси, носовой частью фюзеляжа и обтекателем локатора, после чего начал разрушаться. У фюзеляжа оторвало носовую часть, отделилась левая часть крыла и сломалась левая стойка шасси. Основная часть фюзеляжа остановилась в 340 метрах после торца ВПП и левее её оси на 220 метров, после чего загорелась и была почти полностью уничтожена огнём. Носовая часть остановилась в 62 метрах дальше и избежала пожара.
В катастрофе погибли 5 членов экипажа, кроме второго пилота Капанадзе и бортпроводницы Месхидзе, которые получили тяжёлые травмы, а также 7 пассажиров. Позже в больнице скончались от ран ещё 4 пассажира. Всего из числа пассажиров в катастрофе погибли 11 (3 мужчины и 8 женщин) и получил различные травмы 41 человек, из числа членов экипажа — 5 и 2 соответственно.

## Причины катастрофы
Причиной катастрофы является неправильно принятое решение командиром корабля, выразившееся в попытке совершить посадку вместо ухода на второй круг после вывода самолёта в район БПРМ с боковым уклонением, что привело в дальнейшем при исправлении захода к созданию чрезмерно больших кренов на малой высоте и касанию левым крылом земли с последующим разрушением самолёта.— 